# Thümmlers Erzgebirgs-Bücher
Thümmlers Erzgebirgs-Bücher war eine Buchreihe aus H. Thümmlers Verlag in Chemnitz. Zunächst erschienen einige Bände in loser Folge und ohne laufende Nummer vor dem Ersten Weltkrieg. Nach Kriegsende wurden die einzelnen erschienenen Bände durchnummeriert. Gegen Ende der 1920er Jahre wurde die Reihe eingestellt.
Thümmlers Erzgebirgs-Bücher widmeten sich vorwiegend der Herausgabe von erzgebirgischer Mundartliteratur und Wander- und Reisebeschreibungen. Jeder Band erschien im gleichen Format mit einem Hartpappeneinband, auf dem sich der Buchtitel und eine Zeichnung befanden. Zu den Mitarbeitern dieser Reihe zählten namhafte Mundartdichter des Erzgebirges wie Max Wenzel und Hans Siegert. Die Hefte wurden durch Zeichnungen von Malern wie Gustav Zindel und Erich Neubert illustriert.
Erschienen sind mindestens 25 Bände und zwar:
1. L. Th. Gebauer-Chemnitz: Brau mei Bier sälber! B.M.B.S. Beiträge aus dem Arbeitsgebiet des E.V., 1919
  - 3.–4. Tausend: Brau mei Bier sälber B.M.B.S. Ernstes und Heiteres aus dem Erzgebirge, 1923 [stark gekürzte Fassung von Bd. 1]
2. Robert Müller-Marbach: Aus'n arzgebirg'schen Hutznschtüb'l, 80 Seiten
  - 6.–7. Tausend (Vierte Auflage), 1923
3. Müller: Aus der Haamet
4. Müller: Nu do ginne mer eham
5. David Sattler: Dos sei fei Sachsen... Die komme oder a vür, 123 Seiten, 1919
6. Max Wenzel: Bei uns in Arzgebirg
7. Max Wenzel: Grob oder fei, mer sei wie mer sei!, Heitere Gedichte und Erzählungen aus dem Erzgebirge, 1913
8. Max Wenzel: Rächerkerzeln
9. Max Wenzel: Of dr Ufnbank, 80 Seiten, 1919
  - 3. u. 4. Tausend: Of dr Ufnbank, Geschichten und Erzählungen in erzgebirgischer Mundart, 1922
10. Max Wenzel: Unern Vugelbeerbaam
  - 3.–5. Tausend: Unnern Vugelbeerbaam, Gereimtes und Ungereimtes aus dem Erzgebirge, 1925
11. Nestler: Heimatklänge
12. Max Wenzel: Raachemaad
13. Hans Siegert: Waldluft
14. Schwenzelenz heit bie ich fruh, Dies und das aus dem Erzgebirge, 1921
15. Müller: Das sächsische Erzgebirge
16. Alexis Kolb: Rund um den Keilberg
17. Emil Müller: Mei liebes Arzgebärg, Gedichte und heitere Erzählungen in erzgebirgischer Mundart,  80 Seiten, 1922
18. Max Wenzel: Pfaffernüsseln, Gedichte und heitere Erzählungen in erzgebirgischer Mundart, 64 Seiten, 1922
19. Uhle: Aus der Väter Zeit
20. Emil Müller: E Sackel voll Schwamme, Lustige Erzählungen in erzgebirgischer Mundart, 64 Seiten, 1.–2. Tausend 1922
21. Max Wenzel: Der Stülpner-Karl, Die Geschichte des erzgebirgischen Wildschütz, 136 Seiten, 1.–3.Tausend 1923 - Doppelband (Th.E.B. 21 u. 22)
22. Der Stülpner-Karl (Doppelband, s. o.)
23. Emil Müller: Im Buschhaus / Auf der Waldblöße. Zwei Erzählungen
24. Max Wenzel: Wie´s drham war, Allerlei Erzgebirgisches, 69 Seiten, 1.–3. Tausend 1924
25. Max Wenzel: In der Dämmerstund, Geschichten und Gedichte in erzgebirgischer Mundart, 93 Seiten, 1.–3. Tausend 1925